# Tipula (Vestiplex) avicularoides
Tipula (Vestiplex) avicularoides is een tweevleugelige uit de familie langpootmuggen (Tipulidae). De soort komt voor in het Palearctisch gebied.